# Marta Orriols Balaguer
Marta Orriols Balaguer (Sabadell, 1975) es una escritora española, establecida en Barcelona. Licenciada en historia del arte, posteriormente estudió guion cinematográfico  en la escuela de cine Bande à Parte y escritura creativa a la Escuela de Escritura del Ateneu Barcelonès. Colabora con varios medios de comunicación culturales, como Catorze.cat y a Núvol. En 2016 publicó su primera novela, Anatomia de les distàncies curtes (Anatomía de las distancias cortas), una novela costumbrista prologada por Jenn Díaz. En 2019 ganó el premio Òmnium a la mejor novela publicada en 2018, por Aprendre a parlar amb les plantes (Aprender a hablar con las plantas).

## Obra
- Anatomia de les distàncies curtes. Barcelona : Edicions del Periscopi, 2016, 184 p. ISBN 9788494440953
- Aprendre a parlar amb les plantes. Edicions del Periscopi, 2018, 256 p. ISBN 9788417339-111[4]
- Dolça introducción al caos. Edicions del Periscopi, 2020, 256 p. ISBN 978-8417339-49-4
- Al otro lado del miedo. Destino, 2025. 195 p. ISBN 9788423367030.  Libro electrónico

## Premios y reconocimientos
- Premio Òmnium a la mejor novela del año en lengua catalana  (2019)[5]